# Asplenium obtusatum
Asplenium obtusatum là một loài dương xỉ trong họ Aspleniaceae. Loài này được G. Forst. mô tả khoa học đầu tiên.